# Gmina Chrzanów (Powiat Janowski)

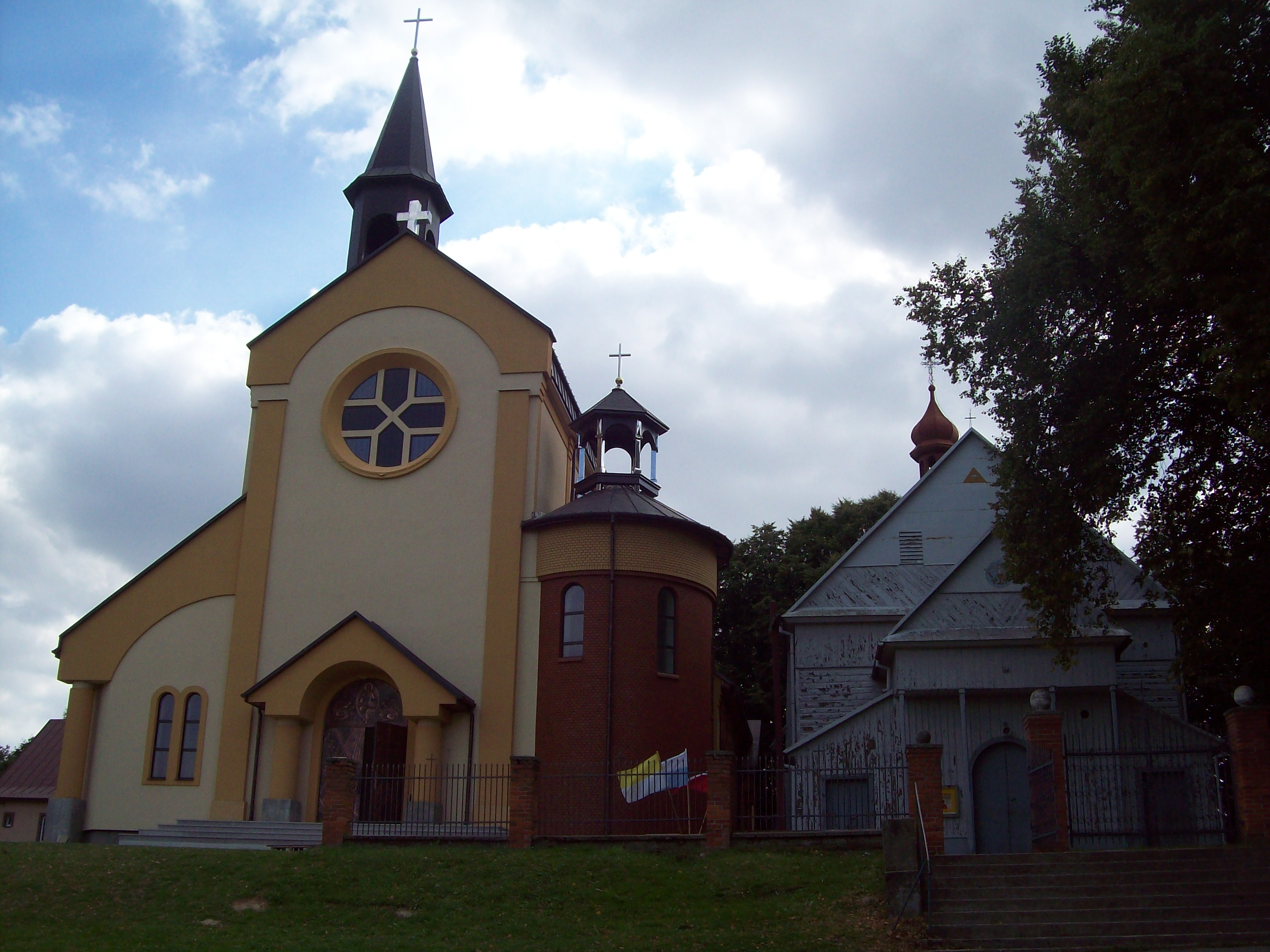
Gmina Chrzanów, neue und alte Kirche, 2010

Die Gmina Chrzanów ist eine Landgemeinde im Powiat Janowski der Woiwodschaft Lublin in Polen. Sitz ist das gleichnamige Dorf mit 3506 Einwohnern (2009).

## Gliederung
Zur Landgemeinde Chrzanów gehören folgende acht Ortschaften mit einem Schulzenamt:
Chrzanów I
Chrzanów II
Chrzanów III
Chrzanów IV
Chrzanów-Kolonia
Łada
Malinie
Otrocz